# Ptilostemon afer
Ptilostemon afer là một loài thực vật có hoa trong họ Cúc. Loài này được (Jacq.) Greuter miêu tả khoa học đầu tiên năm 1967.